# Miraj

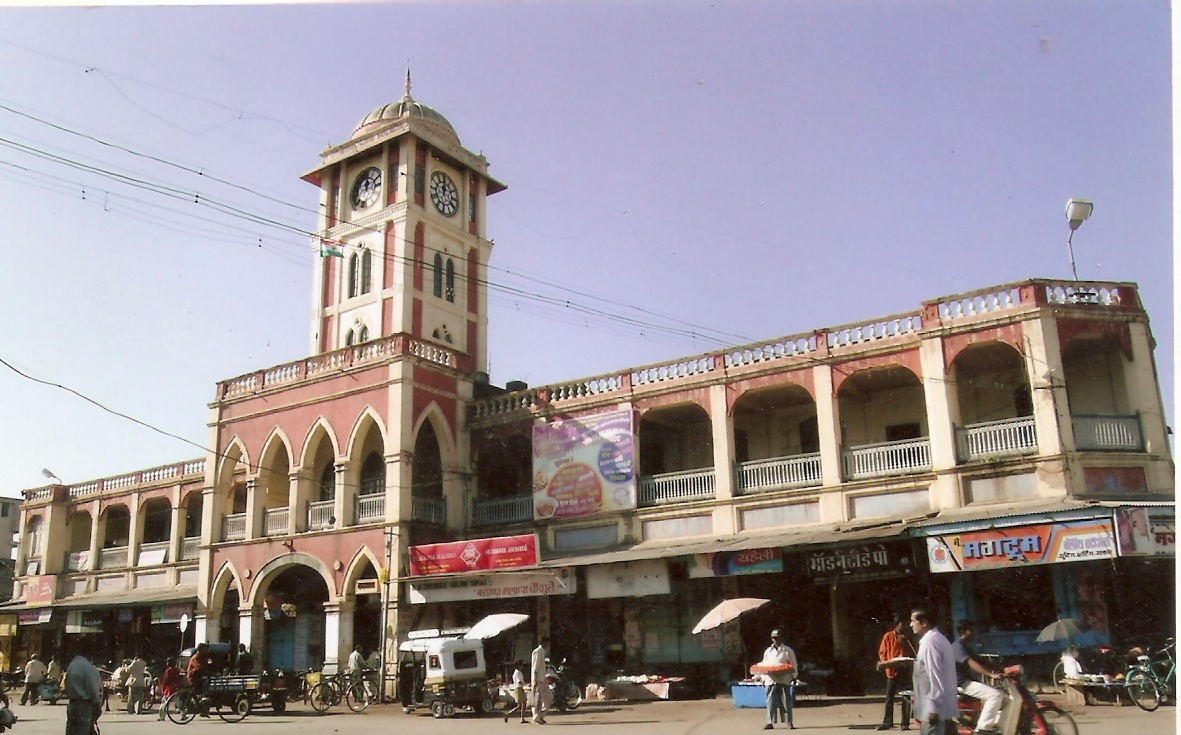
Miraj, Laxmi Markt (2008)

Miraj (Marathi: मिरज Miraj [ˈmirʌdʒ]) ist eine Stadt im indischen Bundesstaat Maharashtra. Sie liegt im Distrikt Sangli im Süden Maharashtras. Zusammen mit Sangli bildet Miraj die Doppelstadt Sangli-Miraj-Kupwad mit rund 500.000 Einwohnern.
Die Geschichte Mirajs lässt sich bis in das 10. Jahrhundert zurückverfolgen. die Stadt ist für klassische indische Musik bekannt. Während der britischen Kolonialzeit war Miraj die Hauptstadt des Fürstenstaates Miraj.

## Persönlichkeiten
- Deshbhushan B. Bastawade (* 1948), Arachnologe

Koordinaten: 16° 50′ N, 74° 38′ O